# گمینا ریوویتس
گمینا ریوویتس (به لهستانی:  Gmina Rejowiec) یک گمینا در لهستان است که در شهرستان خوم واقع شده‌است. گمینا ریوویتس ۱۰۶٫۲۵ کیلومتر مربع مساحت و ۶٬۶۹۵ نفر جمعیت دارد.